# Geoff Barrowcliffe
Geoffrey „Geoff“ Barrowcliffe (* 18. Oktober 1931 in Ilkeston, Derbyshire; † 26. September 2009 ebenda) war ein englischer Fußballspieler. Der Abwehrspieler war größtenteils für Derby County in der First Division aktiv.

## Werdegang
Barrowcliffe begann seine Karriere bei Ilkeston Town in seiner Heimatstadt. Im Oktober 1950 verließ er den Klub und ging nach  Derby County, um dort als Teilzeitprofi zu spielen. Im September 1951 debütierte er beim Ligaspiel gegen Stoke City in der ersten Liga. 1953 stieg er mit dem Klub aus der First Division, zwei Jahre später aus der Second Division ab. Mit den „Rams“ schaffte er jedoch 1957 als Meister der Nordstaffel der Third Division die Rückkehr in die Zweitklassigkeit. Bis 1966 lief er in 15 Spielzeiten für den Klub auf. Insgesamt bestritt er 503 Spiele für den Klub, davon 475 Ligapartien. Er ist nur einer von sieben Spielern bis 2009, die mehr als 500 Spiele für den Klub bestritten haben. Insbesondere als Elfmeterschütze gelangen ihm 37 Ligatore in seiner Zeit bei Derby County.
1966 wechselte Barrowcliffe in den Non-League football. Erste Station war Boston United, wo er in einer Spielzeit in 41 Spielen 11 Tore erzielte. Anschließend spielte er noch für Heanor Town, Moor Green Colliery, Kimberley Town und Long Eaton United. Als Trainer war er für Kimberley Town und den Radford FC tätig.
Noch als 60-Jähriger spielte Barrowcliffe für die Alt-Herren-Mannschaft von Derby County. Später litt er an der Alzheimer-Krankheit.